# Robert voor beste Deense film
De Robert voor beste Deense film is een filmprijs die jaarlijks op de Robertfesten uitgereikt wordt door de Danmarks Film Akademi. 

## Winnaars
| Jaar                | Film                        | Regisseur                     |
| ------------------- | --------------------------- | ----------------------------- |
| 1984 (1ste editie)  | Skønheden og udyret         | Nils Malmros                  |
| 1985 (2de editie)   | Forbrydelsens element       | Lars von Trier                |
| 1986 (3de editie)   | De flyvende djævle          | Anders Refn                   |
| 1987 (4de editie)   | Flamberede hjerter          | Helle Ryslinge                |
| 1988 (5de editie)   | Pelle Erobreren             | Bille August                  |
| 1989 (6de editie)   | Skyggen af Emma             | Søren Kragh-Jacobsen          |
| 1990 (7de editie)   | Dansen med Regitze          | Kaspar Rostrup                |
| 1991 (8ste editie)  | Lad isbjørnene danse        | Birger Larsen                 |
| 1992 (9de editie)   | Europa                      | Lars von Trier                |
| 1993 (10de editie)  | Kærlighedens smerte         | Nils Malmros                  |
| 1994 (11de editie)  | Åndernes hus                | Bille August                  |
| 1995 (12de editie)  | Nattevagten                 | Ole Bornedal                  |
| 1996 (13de editie)  | Menneskedyret               | Carsten Rudolf                |
| 1997 (14de editie)  | Breaking the Waves          | Lars von Trier                |
| 1998 (15de editie)  | Barbara                     | Nils Malmros                  |
| 1998 (15de editie)  | Let's get lost              | Jonas Elmer                   |
| 1999 (16de editie)  | Festen                      | Thomas Vinterberg             |
| 2000 (17de editie)  | Den eneste ene              | Susanne Bier                  |
| 2001 (18de editie)  | Bænken                      | Per Fly                       |
| 2002 (19de editie)  | En kærlighedshistorie       | Ole Christian Madsen          |
| 2003 (20ste editie) | Elsker dig for evigt        | Susanne Bier                  |
| 2004 (21ste editie) | Arven                       | Per Fly                       |
| 2005 (22ste editie) | Kongekabale                 | Nikolaj Arcel                 |
| 2006 (23ste editie) | Adams æbler                 | Anders Thomas Jensen          |
| 2007 (24ste editie) | Drømmen                     | Niels Arden Oplev             |
| 2008 (25ste editie) | Kunsten at græde i kor      | Peter Schønau Fog             |
| 2009 (26ste editie) | Frygtelig lykkelig          | Henrik Ruben Genz             |
| 2010 (27ste editie) | Antichrist                  | Lars von Trier                |
| 2011 (28ste editie) | R                           | Tobias Lindholm, Michael Noer |
| 2012 (29ste editie) | Melancholia                 | Lars von Trier                |
| 2013 (30ste editie) | Kapringen                   | Tobias Lindholm               |
| 2014 (31ste editie) | Jagten                      | Thomas Vinterberg             |
| 2015 (32ste editie) | Nymphomaniac Director's Cut | Lars von Trier                |
| 2016 (33ste editie) | Under sandet                | Martin Zandvliet              |
| 2017 (34ste editie) | Der kommer en dag           | Jesper W. Nielsen             |
| 2018 (35ste editie) | Vinterbrødre                | Hlynur Pálmason               |
| 2019 (36ste editie) | Den skyldige                | Gustav Möller                 |
| 2020 (37ste editie) | Dronningen                  | May el- Toukhy                |
| 2021 (38ste editie) | Druk                        | Thomas Vinterberg             |
| 2022 (39ste editie) | Hvor kragerne vender        | Lisa Jespersen                |